# Strigosella brevipes
Strigosella brevipes là một loài thực vật có hoa trong họ Cải. Loài này được (Bunge) Botsch. miêu tả khoa học đầu tiên năm 1972.